# リーム・ビント・アルワリード・アル・サウード
リーム・ビント・アルワリード・アル・サウード (アラビア語: ريم بنت الوليد بن طلال آل سعود 、英語:Reem bint al-Waleed Al Saud、1983年3月7日 - )は、サウジアラビアの王族、実業家。世界的大富豪であるアル＝ワリード・ビン・タラールの娘として知られている。